# Кодрул-Ноу
Кодрул-Ноу (рум. Codrul Nou) — село у Теленештському районі Молдови. Утворює окрему комуну.

## Населення
За даними перепису населення 2004 року у селі проживали 698 осіб.
Національний склад населення села:
| Національність       | Кількість осіб | Відсоток   |
| -------------------- | -------------- | ---------- |
| молдавани румуни     | 665 12         | 95,3% 1,7% |
| українці             | 14             | 2,0%       |
| росіяни              | 5              | 0,7%       |
| інша / без відповіді | 2              | 0,3%       |
| Всього               | 698            | 100%       |